# Bop Bop Baby
Bop Bop Baby è un brano musicale del gruppo pop irlandese Westlife, pubblicato come singolo nel 2002.

## Il brano
La canzone è stata scritta da Shane Filan, Brian McFadden, Chris O'Brien e Graham Murphy e prodotta da Steve Mac.
Essa è stata registrata a Londra nel 2001.
Si tratta del terzo singolo estratto dal terzo album in studio del gruppo, l'omonimo World of Our Own.
Nel videoclip ambientato nel medioevo si vedono i membri del gruppo rinchiusi in una cella insieme ad altri prigionieri cantare,mentre il duca Vincent,interpretato da Vinnie Jones,sta per sposare una bellissima fanciulla per volere del padre,dopo che i cinque cantanti si liberano dalla prigionia cavalcando dei cavalli,si scontrano con il duca portando la donna con loro dopo che è stato sconfitto,per poi rialzandosi e inseguirli con la conclusione del videoclip.

## Tracce
UK CD 1
1. Bop Bop Baby (Single Remix) - 4:28
2. You Don't Know - 4:11
3. Imaginary Diva (Orphane Remix) - 5:16
4. Bop Bop Baby (Video) - 4:28

UK CD 2
1. Bop Bop Baby (Single Remix) - 4:28
2. Bop Bop Baby (Almighty Radio Edit) - 3:45
3. Band Interviews - 10:00

## Classifiche
| Classifica (2002) | Posizione raggiunta |
| ----------------- | ------------------- |
| Regno Unito       | 5                   |